# Giuliano Sarti
Giuliano Sarti (2. říjen 1933 Castello d'Argile, Italské království – 5. červen 2017 Florencie, Itálie) byl italský fotbalový brankář. Byl považován za jednoho z nejlepších brankářů v historii italského fotbalu. Nejlepší roky své kariéry strávil v dresech Fiorentiny a Interu. Vyhrál celkem tři tituly, italský pohár, dva poháry PMEZ a Interkontinentální poháry a jeden pohár PVP.
IFFHS ho zařadila mezi nejlepší evropské brankáře dvacátého století a umístila ho na 43. pozici.
V roce 1954 se dostal přes regionální kluby Centese a Bondenese do Fiorentiny. Odehrál zde devět sezon a za tu dobu odchytal 220 utkání. S fialkami získal v sezoně 1955/56 první titul v lize. S klubem došel do finále poháru PMEZ 1956/57, kde podlehli Realu. V klubu patřil v každé sezoně mezi nejlepší hráče. Další velký úspěch zaznamenal v sezoně 1960/61, když vyhrál pohár PVP. V následující sezoně 1961/62 podlehl ve finále.
V roce 1963 přestoupil do Interu. Za klub odehrál pět velmi úspěšných sezon. Získal s ní dva tituly v řadě (1964/65, 1965/66), tak i v pohár PMEZ (1963/64, 1964/65) a Interkontinentální pohár (1964, 1965). Byl i ve finále Poháru PMEZ 1966/67.
V roce 1968, když mu bylo již 35 let, přestoupil do Juventusu. V klubu byl v roli dvojky za Anzolinem. Odchytal tak 10 utkání a po skončení sezony skončil kariéru. Ještě v sezoně 1969/70 odchytal pár utkání za regionální klub Valdinievole.
Za reprezentaci odchytal osm utkání.

## Hráčská statistika
| Sezóna  | Klub       | Liga    | Liga   | Liga       | Ligové poháry | Ligové poháry | Ligové poháry | Kontinentální poháry | Kontinentální poháry | Kontinentální poháry | Celkem | Celkem |
| Sezóna  | Klub       | Soutěž  | Zápasy | Obdr. Góly | Soutěž        | Zápasy        | Góly          | Soutěž               | Zápasy               | Góly                 | Zápasy | Góly   |
| ------- | ---------- | ------- | ------ | ---------- | ------------- | ------------- | ------------- | -------------------- | -------------------- | -------------------- | ------ | ------ |
| 1954/55 | Fiorentina | Serie A | 4      | -6         | -             | 0             | -0            | -                    | 0                    | -0                   | 4      | -6     |
| 1955/56 | Fiorentina | Serie A | 25     | -16        | -             | 0             | -0            | -                    | 0                    | -0                   | 25     | -16    |
| 1956/57 | Fiorentina | Serie A | 22     | -25        | -             | 0             | -0            | PMEZ                 | 4                    | -3                   | 26     | -28    |
| 1957/58 | Fiorentina | Serie A | 29     | -27        | IP            | 4             | -4            | -                    | 0                    | -0                   | 33     | -31    |
| 1958/59 | Fiorentina | Serie A | 29     | -30        | IP            | 2             | -4            | -                    | 0                    | -0                   | 31     | -34    |
| 1959/60 | Fiorentina | Serie A | 34     | -31        | IP            | 4             | -7            | -                    | 0                    | -0                   | 38     | -38    |
| 1960/61 | Fiorentina | Serie A | 21     | -22        | IP            | 1             | -4            | PVP                  | 1                    | -2                   | 23     | -28    |
| 1961/62 | Fiorentina | Serie A | 30     | -29        | IP            | 1             | -4            | PVP                  | 2                    | -1                   | 33     | -34    |
| 1962/63 | Fiorentina | Serie A | 26     | -20        | IP            | 1             | -0            | -                    | 0                    | -0                   | 27     | -20    |
| 1963/64 | Inter      | Serie A | 31     | -23        | IP            | 0             | -0            | PMEZ                 | 9                    | -5                   | 40     | -28    |
| 1964/65 | Inter      | Serie A | 25     | -19        | IP            | 3             | -6            | PMEZ+Int.P           | 7+3                  | -5+ -1               | 38     | -31    |
| 1965/66 | Inter      | Serie A | 32     | -27        | IP            | 1             | -2            | PMEZ+Int.P           | 6+2                  | -5+ -0               | 41     | -34    |
| 1966/67 | Inter      | Serie A | 31     | -21        | IP            | 0             | -0            | PMEZ                 | 10                   | -5                   | 41     | -26    |
| 1967/68 | Inter      | Serie A | 29     | -34        | IP            | 9             | -12           | -                    | 0                    | -0                   | 38     | -46    |
| 1968/69 | Juventus   | Serie A | 10     | -10        | IP            | 1             | -0            | PVP                  | 0                    | -0                   | 10     | -10    |
| Celkově | Celkově    | Celkově | 378    | -340       | -             | 27            | -43           | -                    | 44                   | -27                  | 449    | -410   |

## Úspěchy

### Klubové
- 3× vítěz italské ligy (1955/56, 1964/65, 1965/66)
- 1× vítěz italského poháru (1960/61)
- 2× vítěz poháru PMEZ (1963/64, 1964/65)
- 2× vítěz poháru PVP (1960/61)
- 2× vítěz Interkontinentální poháru (1964, 1965)

### Reprezentační
- 1× na MP (1955–1960)